# Ґрозинська волость
Ґрозинська волость — історична адміністративно-територіальна одиниця Хотинського повіту Бессарабської губернії.
Станом на 1886 рік складалася з 21 поселення, 15 сільських громад. Населення — 18168 осіб (9882 осіб чоловічої статі та 9286 — жіночої), 3042 дворових господарства.
|                     | Площа, десятин | У тому числі орної, дес. |
| ------------------- | -------------- | ------------------------ |
| Сільських громад    | 9797           | 5422                     |
| Приватної власності | 11432          | 4502                     |
| Казенної власності  | —              | —                        |
| Іншої власності     | 1557           | 541                      |
| Загалом             | 22786          | 10465                    |

Основні поселення волості:
- Ґрозніца — село царачьке[2] при протоці Кип'яча за 32 версти від повітового міста, 1902 особи, 344 двори, православна церква, єврейський молитовний будинок, школа, 3 лавки. За 2 версти — 2 пивоваренних заводи. За 3 версти — єврейський молитовний будинок. За 14 верст — єврейський молитовний будинок та 3 лавки.
- Баламутівка — село царачьке при річках Дністер та Онут, 896 осіб, 174 двори, 3 лавки.
- Бочківці — село царачьке при безименій річці, 1823 особи, 293 двори, православна церква, 4 лавки.
- Должон — село царачьке при річці Орунда, 730 осіб, 147 дворів, 4 лавки.
- Коленкоуці — село царачьке при безимених річках, 3172 особи, 627 дворів, православна церква, єврейський молитовний будинок, школа, 7 лавки.
- Перебиківці — село царачьке при річці Дністер, 1288 осіб, 234 двори, православна церква.
- Поль-Онуть(Пашкани) — село царачьке при річках Онут та Чорний Потік, 258 осіб, 40 дворів, православна церква.
- Ржавинці — село царачьке при річці Онут, 1658 осіб, 266 дворів, православна церква, єврейський молитовний будинок, школа, 4 лавки.
- Санкоуці — село царачьке при річці Горшина, 1211 осіб, 232 двори, православна церква, 4 лавки.
- Шилівці — село царачьке при безименій річці, 2248 осіб, 432 двори, православна церква, школа, 9 лавок.
- Шишківці — село царачьке при річці Шипоть, 578 осіб, 50 дворів, православна церква.